# Caliptra

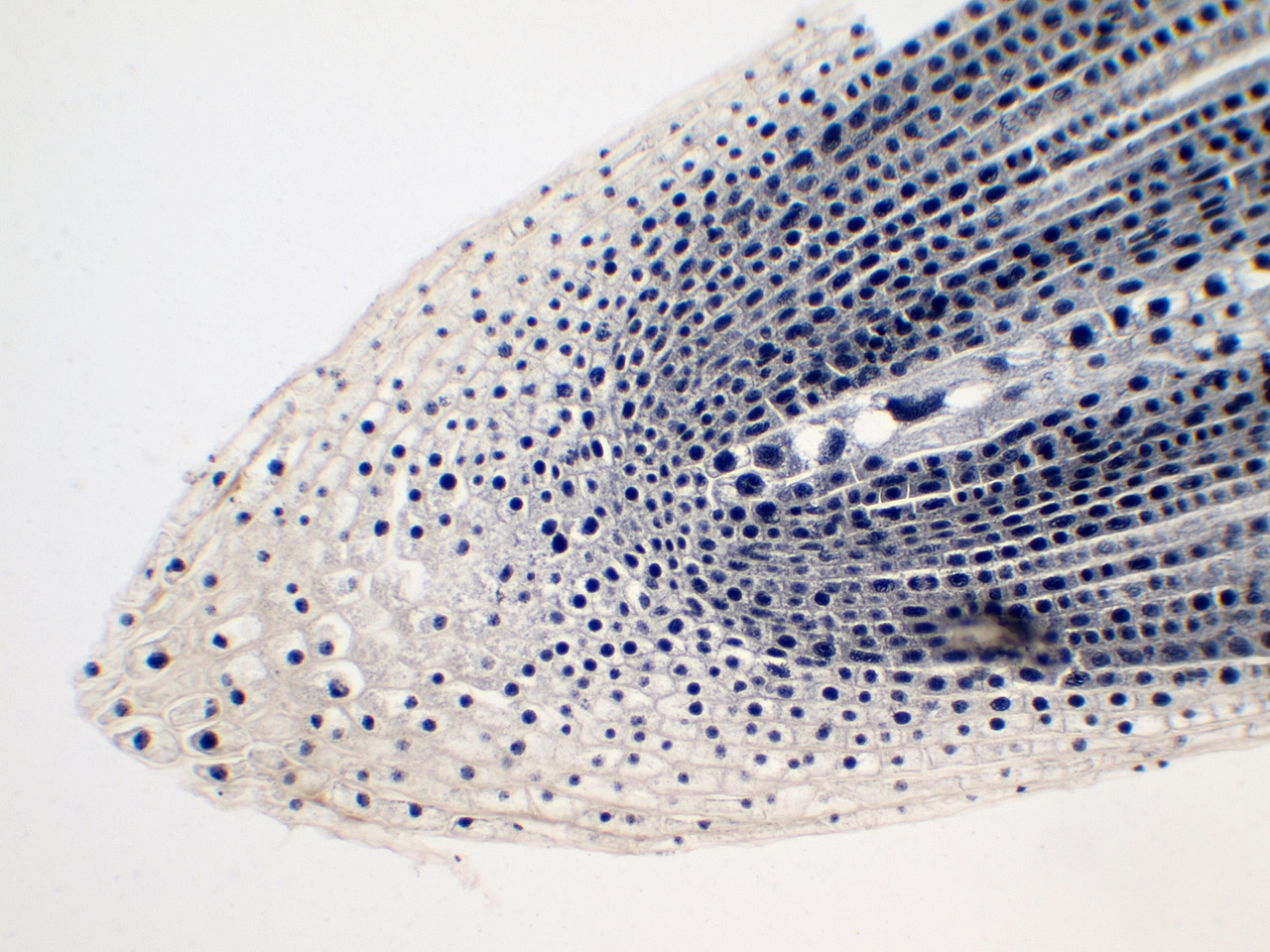
Corte longitudinal del ápice de la raíz de cebolla observado con microscopio óptico.

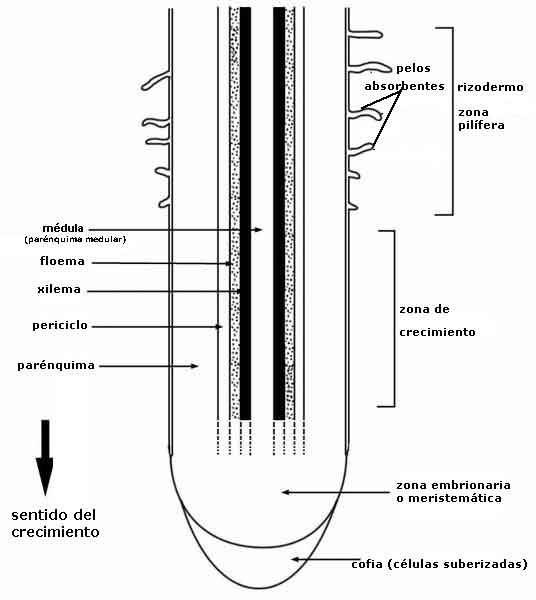
Corte longitudinal de una raíz: principales tejidos

La caliptra (del latín tardío «calyptra» y del griego antiguo καλύπτρα = kalýptra), también llamada cofia o pilorriza, es una cobertura cónica que rodea al ápice de la raíz. Usualmente no es visible a simple vista y consiste en tejido blando no diferenciado. La caliptra recubre, protegiéndolo, al tejido meristemático o de crecimiento, por cuya proliferación por mitosis se originan las células que, tras su diferenciación, forman la estructura adulta de la raíz. Detrás del meristema se encuentran el parénquima, los tejidos vasculares y, en aquellas raíces que se deben engrosar en años sucesivos, los meristemas remanentes, responsables del crecimiento secundario.
La caliptra provee de protección mecánica a las células meristemáticas cuando la raíz crece a través del suelo. Estas células son destruidas por el crecimiento de la raíz y la fricción con el suelo, pero son rápidamente reemplazadas por células nuevas generadas por división celular en la cara externa del meristema de la raíz. La caliptra también está implicada en la producción de mucílago, que es una substancia gelatinosa que cubre a las células meristemáticas recién formadas. Estas células contienen estatolitos, que son granos de almidón que se hallan dentro de la célula y son muy densos, por lo que se mueven en respuesta a la fuerza de la gravedad, proporcionando a la raíz la información necesaria para su crecimiento.
La caliptra está formada por células parenquimáticas vivas que a menudo contienen almidón. Las células se disponen en hileras radiales, las células centrales forman un eje llamado columela. Las células apicales se diferencian en células periféricas que junto con las células epidérmicas secretan el mucigel, sustancia viscosa compuesta principalmente por polisacáridos elaborados en los dictiosomas. Las células periféricas se desprenden a medida que la raíz se abre paso en el suelo.